# King’s Field
King’s Field (キングスフィールド) ist eine Computer-Rollenspielreihe des japanischen Entwicklerstudios From Software, die hauptsächlich im Zeitraum zwischen 1994 und 2001 für die Spielkonsolen PlayStation und PlayStation 2 entwickelt wurde und neben ihrer dunklen Spielatmosphäre vor allem für ihren hohen Herausforderungsgrad bekannt wurde. Exklusiv für den japanischen Markt entstanden zwischen 2004 und 2006 weitere Ableger für Mobilgeräte, später folgten Portierungen der alten Titel auf neue Plattformen. Die Reihe gilt als geistiger Vorgänger der Spiele Demon’s Souls und Dark Souls desselben Entwicklers.

## King’s Field
| Spiel            | GameRankings | Metacritic |
| ---------------- | ------------ | ---------- |
| King’s Field II  | 82,20 %      |            |
| King’s Field III | 82,00 %      |            |
| King’s Field IV  | 56,65 %      | 60/100     |

Der erste Titel der Reihe erschien am 16. Dezember 1994, zwei Wochen nach Veröffentlichung der PlayStation. Darin begibt sich der Spielercharakter Jean Alfred Forester auf die Suche nach seinem vermissten Vater Hauser Forester und erfährt dabei Hintergründe über das Königreich Verdite, das in der Vergangenheit schwer unter schwarzer Magie zu leiden hatte. Bei dem lediglich fünf Level umfassenden Titel handelte sich um das erste auf PlayStation veröffentlichte Rollenspiel. Zugleich zählte es zu den technisch führenden Produkten der Plattform, da bereits das gesamte Spiel in texturierter 3D-Polygongrafik erstellt worden war. Allerdings blieb die Veröffentlichung dieses Spiels noch auf Japan beschränkt, erst später wurde eine englischsprachige Fanübersetzung verfügbar. Ungewöhnlich für einen japanischen Titel war die stilistische Orientierung am europäischen Mittelalter. Neben den für Rollenspiele üblichen Elementen wie dem Sammeln von Gold und Erfahrungspunkten zur Verbesserung des eigenen Spielercharakters, ragte das Kampfsystem heraus, dessen grundlegenden Prinzipien für die direkten Nachfolger sowie die von ihnen beeinflussten Titel Demon’s Soul und Dark Souls maßgeblich waren. Da nach jedem Schlag und jedem Zauber eine kurze Regenerationsphase notwendig war, bevor die Spielfigur erneut angreifen konnte, wurde der Spieler zu überlegten Angriffsaktionen angehalten, um gegen die widerstandsfähigen Gegner bestehen zu können. Hektisches Buttondrücken, das in vergleichbaren Spielen oftmals ebenfalls zum Erfolg führen kann, wurde dagegen nicht belohnt. Auch kam in diesem Spiel erstmals das sogenannte Moonlight-Sword vor, das fortan auch in den Nachfolgern und den Souls-Titeln enthalten war.

## King’s Field II
Der zweite Teil erschien erstmals auch in den USA und Europa, allerdings ohne Zahlenzusatz nur unter dem Titel King’s Field. Der Spieler übernimmt darin die Rolle von Prinz Aleph, der auf der Insel Melanat nach dem verschollenen Moonlight-Schwert sucht. Auch dieser Titel zeichnete sich durch wenige Spielhinweise sowie durch den hohen Herausforderungsgrad der Kämpfe aus. Dieser machte sich erneut durch die langsame Angriffsgeschwindigkeit bemerkbar und erforderte das Studieren der gegnerischen Kampfrhythmen, um ihn anschließend punktgenau kontern zu können. Trial and Error in Form von „im Kampf sterben“ und Neuladen galt als Spielprinzip, belohnt wurden dagegen die detaillierte Erkundung und schrittweise Eroberung der Spielwelt, die neben gegnerischen Kreaturen nur von wenigen Nicht-Spieler-Charakteren bevölkert wird. Auf der Tokyo Game Show im August 1996 veröffentlichte From Software als Giveaway zudem das Prequel King’s Field 3: Pilot Style.

## King’s Field III
Im dritten Teil, in den USA als King’s Field II bezeichnet, übernimmt der Spieler die Rolle des Prinzen Lyle, des Sohns Jean Foresters, der die Gründe für den plötzlichen Wahnsinn seines Vaters untersucht. Im Vergleich zum Vorgänger wurden mehr NSCs eingebaut, das grundlegende Spielprinzip blieb jedoch unverändert. 2000 veröffentlichte From Software für Windows ein Toolset zum Erstellen eigener Dungeons im Stile von King’s Field, unter dem Titel Sword of Moonlight: King’s Field Making Tools. Darin enthalten war auch ein Remake des ersten King’s Field. Allerdings blieb das Programm dem japanischen Markt vorbehalten. Teil vier der Reihe erschien fünf Jahre später für die PlayStation 2, nachdem From Software zuvor den ähnlich aufgebauten Titel Eternal Ring veröffentlicht hatte, dessen Design Einfluss auf King’s Field hatte.

## King’s Field IV
Der vierte Teil schließt nicht mehr unmittelbar an die Erzählung der vorhergehenden Trilogie an. Stattdessen übernimmt der Spieler die Rolle des Prinzen Devian des Azalin-Reiches, der ein verfluchtes Artefakt an seinen angestammten Platz zurückbringen soll. Neben der fortschrittlicheren Grafik wurden die Zahlenangaben der Benutzeroberfläche (z. B. Lebenspunkte) durch ein optisches HUD ersetzt und ein Ausdauerbalken eingeführt, der sich beim Schwingen der Waffe verringert.

## Ableger
Es folgten 2004 und 2005 drei Mobiltelefonableger namens King’s Field Mobile, King’s Field Mobile 2 und King’s Field EX. Sie wurden unter dem Unternehmenslabel From Capsule ausschließlich für den japanischen Markt veröffentlicht. 2006 folgten zwei Titel für die mobile Spielkonsole PlayStation Portable, King’s Field: Additional 1 und 2, die im Vergleich keine freie Bewegung durch die Dungeons mehr boten, sondern im Stile von Dungeon Master nur eine blockweise Fortbewegung und Drehungen im Winkel von 90° erlaubten. Das Spiel blieb ebenfalls dem japanischen Markt vorbehalten. 2007 veröffentlichte From Software schließlich noch für PlayStation 2 die Spielesammlung King’s Field Dark Side Box mit King’s Field 1-4, die ersten drei Titel jedoch im PSOne-Datenträgerformat, zu dem die PlayStation 2 abwärtskompatibel war.

## Serienüberblick
Hauptreihe
- 1994: King’s Field (PlayStation, PlayStation 3, PlayStation Portable, PlayStation Vita)
- 1995: King’s Field 2 (US-Titel: King’s Field; PlayStation, PlayStation 3, PlayStation Portable, PlayStation Vita)
- 1996: King’s Field 3 (US-Titel: King’s Field 2; PlayStation, PlayStation 3, PlayStation Portable, PlayStation Vita)
  - 1996 King’s Field 3: Pilot Style (PlayStation)
- 2001: King’s Field 4 (US-Titel: King’s Field: The Ancient City, PlayStation 2)

Mobilespiele
- 2004: King’s Field Mobile (Mobiltelefon)[9]
- 2004: King’s Field EX (Mobiltelefon)[10]
- 2005: King’s Field Mobile 2 (Mobiltelefon)[11]
- 2006: King’s Field: Additional 1 (PlayStation Portable)
- 2006: King’s Field: Additional 2 (PlayStation Portable)

Weitere Veröffentlichungen
- 2000: Sword of Moonlight: King’s Field Making Tools (Windows)
- 2007: King’s Field Dark Side Box (PlayStation, PlayStation 2)